# Coppa del Mondo di partenza in linea
La Coppa del Mondo di partenza in linea è una delle Coppe di specialità che vengono assegnate nell'ambito della Coppa del Mondo di biathlon, a partire dalla stagione 1999, dall'International Biathlon Union.
La classifica viene stilata tenendo conto solo dei risultati delle gare di partenza in linea disputate nel circuito; alla fine della stagione lo sciatore e la sciatrice con il punteggio complessivo più alto vincono la Coppa del Mondo di specialità. Il trofeo consegnato al vincitore è una sfera di cristallo, che rappresenta il mondo, su un piedistallo. Ha la stessa forma, ma con dimensioni più piccole, del trofeo spettante ai vincitori della Coppa del Mondo di biathlon.

## Albo d'oro
| Stagione | Uomini                     | Uomini      | Donne                      | Donne       |
| Stagione | Vincitore                  | Nazionalità | Vincitrice                 | Nazionalità |
| -------- | -------------------------- | ----------- | -------------------------- | ----------- |
| 1999     | Sven Fischer               | Germania    | Alena Zubrylava            | Ucraina     |
| 2000     | Raphaël Poirée             | Francia     | Galina Kukleva             | Russia      |
| 2001     | Sven Fischer               | Germania    | Magdalena Forsberg         | Svezia      |
| 2002     | Viktor Majgurov            | Russia      | Magdalena Forsberg         | Svezia      |
| 2003     | Ole Einar Bjørndalen       | Norvegia    | Al'bina Achatova           | Russia      |
| 2004     | Raphaël Poirée             | Francia     | Liv Grete Poirée           | Norvegia    |
| 2005     | Raphaël Poirée             | Francia     | Ol'ga Zajceva              | Russia      |
| 2006     | Ole Einar Bjørndalen       | Norvegia    | Martina Beck               | Germania    |
| 2007     | Ole Einar Bjørndalen       | Norvegia    | Kati Wilhelm               | Germania    |
| 2008     | Ole Einar Bjørndalen       | Norvegia    | Magdalena Neuner           | Germania    |
| 2009     | Dominik Landertinger       | Austria     | Helena Ekholm              | Svezia      |
| 2010     | Evgenij Ustjugov           | Russia      | Magdalena Neuner           | Germania    |
| 2011     | Emil Hegle Svendsen        | Norvegia    | Dar″ja Domračava           | Bielorussia |
| 2012     | Andreas Birnbacher         | Germania    | Dar″ja Domračava           | Bielorussia |
| 2013     | Martin Fourcade            | Francia     | Tora Berger                | Norvegia    |
| 2014     | Martin Fourcade            | Francia     | Dar″ja Domračava           | Bielorussia |
| 2015     | Anton Šipulin              | Russia      | Franziska Preuß            | Germania    |
| 2016     | Martin Fourcade            | Francia     | Gabriela Soukalová         | Rep. Ceca   |
| 2017     | Martin Fourcade            | Francia     | Gabriela Soukalová         | Rep. Ceca   |
| 2018     | Martin Fourcade            | Francia     | Kaisa Mäkäräinen           | Finlandia   |
| 2019     | Johannes Thingnes Bø       | Norvegia    | Hanna Öberg                | Svezia      |
| 2020     | Johannes Thingnes Bø       | Norvegia    | Dorothea Wierer            | Italia      |
| 2021     | Tarjei Bø                  | Norvegia    | Ingrid Landmark Tandrevold | Norvegia    |
| 2022     | Sivert Guttorm Bakken      | Norvegia    | Justine Braisaz            | Francia     |
| 2023     | Vetle Sjåstad Christiansen | Norvegia    | Julia Simon                | Francia     |
| 2024     | Johannes Thingnes Bø       | Norvegia    | Lou Jeanmonnot             | Francia     |
| 2025     | Sturla Holm Lægreid        | Norvegia    | Franziska Preuß            | Germania    |

### Sciatori più vittoriosi
| Coppe | Vincitore            | Nazione  |
| ----- | -------------------- | -------- |
| 5     | Martin Fourcade      | Francia  |
| 4     | Ole Einar Bjørndalen | Norvegia |
| 3     | Raphaël Poirée       | Francia  |
| 3     | Johannes Thingnes Bø | Norvegia |
| 2     | Sven Fischer         | Germania |

### Sciatrici più vittoriose
| Coppe | Vincitrice         | Nazione     |
| ----- | ------------------ | ----------- |
| 3     | Dar″ja Domračava   | Bielorussia |
| 2     | Magdalena Forsberg | Svezia      |
| 2     | Magdalena Neuner   | Germania    |
| 2     | Gabriela Soukalová | Rep. Ceca   |
| 2     | Franziska Preuß    | Germania    |